# Quỳnh Sơn, Hải Khẩu
Quỳnh Sơn (瓊山, Wade-Giles: Ch'iungshan, bính âm bưu chính: Kiungshan; trước đây là Quỳnh Châu (bính âm bưu chính: Kiungchow)) là một trong bốn khu cấp huyện của Hải Khẩu, tỉnh lỵ tỉnh Hải Nam của Cộng hòa Nhân dân Trung Hoa.
Phương ngữ Quỳnh Sơn của tiếng Ông Bối (hoặc Lâm Cao (臨高話, Lâm Cao thoại)) được nói ở Quỳnh Sơn.
Hải Thụy, một quan Nhà Minh mà công viên Hải Thụy được đặt tên là người Quỳnh Sơn. Chen Yuyi, Chủ tịch ủy ban nhân dân tỉnh Hải Nam sinh ra tại Quỳnh Sơn năm 1936.